# Trecătoarea Chilkoot
Trecătoarea Chilkoot are altitudinea de 1.067 m, fiind situată în lanțul muntos Boundary Ranges din Coast Mountains (Munții de Coastă) canadieni. Trecătoarea este amplată la granița dintre Alaska și provincia Columbia Britanică ea este o parte a parcului Klondike Gold Rush National Historical Park din regiunea Klondike, Yukon, fiind cumpăna apelor dintre Taiya și	Yukon. Pasul era chiar înainte de sosirea coloniștilor albi europeni o trecătoare folosită ca drum comercial cu secole în urmă de amerindieni. Ea a fost o trecătoare importantă în perioada goanei după aur din secolul al XIX-lea.